# Clasificación para el Campeonato Asiático de Futsal 2006
La Clasificación para el Campeonato Asiático de Futsal 2006 se jugó en abril para determinar a 4 países que jugarían en la fase final a celebrarse en Uzbekistán.
Las mejores 11 selecciones de la edición anterior más el país anfitrión clasificaron automáticamente al torneo.

## Fase de grupos
Todos los partidos se jugaron en el Distrito de Kuantan, Malasia del 18 al 22 de abril.

### Grupo A
| País         | G | E | P | GF | GC | Pts |
| ------------ | - | - | - | -- | -- | --- |
| Malasia      | 3 | 1 | 0 | 30 | 13 | 10  |
| Turkmenistán | 3 | 1 | 0 | 21 | 7  | 10  |
| Vietnam      | 1 | 1 | 2 | 15 | 14 | 4   |
| Camboya      | 1 | 1 | 2 | 11 | 21 | 4   |
| Maldivas     | 0 | 0 | 4 | 2  | 24 | 0   |

| Equipo 1     | Resultado | Equipo 2     |
| ------------ | --------- | ------------ |
| Vietnam      | 4-4       | Camboya      |
| Turkmenistán | 8-0       | Maldivas     |
| Malasia      | 8-6       | Vietnam      |
| Maldivas     | 2-3       | Camboya      |
| Camboya      | 2-6       | Turkmenistán |
| Maldivas     | 0-8       | Malasia      |
| Malasia      | 9-2       | Camboya      |
| Turkmenistán | 2-0       | Vietnam      |
| Vietnam      | 5-0       | Maldivas     |
| Turkmenistán | 5-5       | Malasia      |

### Grupo B
| País          | G | E | P | GF | GC | Pts |
| ------------- | - | - | - | -- | -- | --- |
| Australia     | 3 | 0 | 0 | 24 | 8  | 9   |
| Hong Kong     | 1 | 1 | 1 | 18 | 7  | 4   |
| Corea del Sur | 1 | 1 | 1 | 14 | 8  | 4   |
| Macao         | 0 | 0 | 3 | 5  | 38 | 0   |

| Equipo 1      | Resultado | Equipo 2      |
| ------------- | --------- | ------------- |
| Corea del Sur | 8-1       | Macao         |
| Hong Kong     | 2-3       | Australia     |
| Macao         | 2-14      | Hong Kong     |
| Australia     | 5-4       | Corea del Sur |
| Macao         | 2-16      | Australia     |
| Corea del Sur | 2-2       | Hong Kong     |

## Clasificados

### Anfitrión
- Uzbekistán

### Torneo Anterior
- Irán
- Japón
- Kirguistán
- Tailandia
- Kuwait
- Tayikistán
- China
- Indonesia
- Irak
- China Taipéi
- Líbano

### Eliminatoria
- Malasia
- Turkmenistán
- Australia
- Hong Kong